# Apamea characterea
Apamea characterea là một loài bướm đêm trong họ Noctuidae.